# Museo Nacional de Historia Natural de Chile
El Museo Nacional de Historia Natural de Chile (MNHN) es uno de los tres museos estatales chilenos de rango nacional, junto al de Bellas Artes e Histórico Nacional, y está ubicado en el Parque Quinta Normal, en el sector poniente de la ciudad de Santiago. Fundado en 1830, es uno de los más importantes museos de historia natural de América Latina, así como uno de los más antiguos del mundo en su tipo. 
La misión del museo es generar conocimiento y valoración del patrimonio natural y cultural de Chile mediante experiencias memorables. Fue el primero en ser fundado y es el más visitado del país. Es conocido popularmente como el «museo de la ballena», por el esqueleto de Balaenoptera borealis de su salón central.

## Historia

### Orígenes
El Museo Nacional de Historia Natural es uno de los más antiguos de América. Sus orígenes se remontan a los primeros años de Chile como país independiente. En 1813 ya estaba la idea de formar un museo de historia natural, esto se ve en un documento del 27 de julio de 1813, publicado en el periódico El Monitor Araucano, en el que se acuerda el establecimiento de un museo de estas características, en dependencias de la Real Universidad de San Felipe. El establecimiento de la institución se dio tras la entrega de un informe realizado por una comisión de educación del Senado, compuesta por prominentes personajes como Francisco Antonio Pérez, José Miguel Infante, Agustín Eyzaguirre, Camilo Henríquez, Juan Egaña y Mariano Egaña, entre otros, quienes solicitaron, el 22 de junio de 1813, la creación de un museo. No obstante, la iniciativa no pudo materializarse en ese momento. Nueve años más tarde, el 22 de mayo de 1822, Bernardo O'Higgins, entonces Director Supremo de Chile, encarga la tarea de fundar el museo al francés Jean Josseph Dauxion Lavaysse, nombrándolo por adelantado director de esa institución por fundar, junto con el jardín botánico (el decreto del nombramiento se publicó oficialmente el 1 de junio de 1822). Tras una nueva demora, en junio de 1823 Dauxion Lavaysse recibe un encargo adicional de parte del Director Supremo Ramón Freire: explorar el territorio chileno, y así recabar información sobre la mejor forma de colonizar el país y fomentar la conexión por mar y tierra. Dauxion Lavaysse falleció en el año 1829, sin cumplir ninguna de las tareas que se le había encomendado. Según lo relata Rodulfo Philippi, Dauxion Lavaysse era «un aventurero que había vivido en Haití, Venezuela y en el Brasil, y que tenía conocimientos, pero muy superficiales de varios ramos, lo que le había dado crédito inmerecido». La figura del aventurero estaba en boga por esos años en Europa. Humberto Fuenzalida se pregunta «¿No vimos llegar hasta estos rincones a un Dauxion de Lavaysse, que especuló en Europa con sus trabajos en tierras americanas y en las nuestras con la fama que decía haber conseguido en círculos europeos?». Por su parte, Diego Barros Arana señaló que sus escritos eran de poca relevancia y escaso mérito, mientras que tenía un carácter «arrebatado i violento». La escritura del texto «Observaciones sobre ciertas preocupaciones nacionales, sacadas de una carta escrita en Santiago de Chile» no habría tenido buena recepción e indispuso a Dauxion con personalidades de la época, perjudicando su reputación.

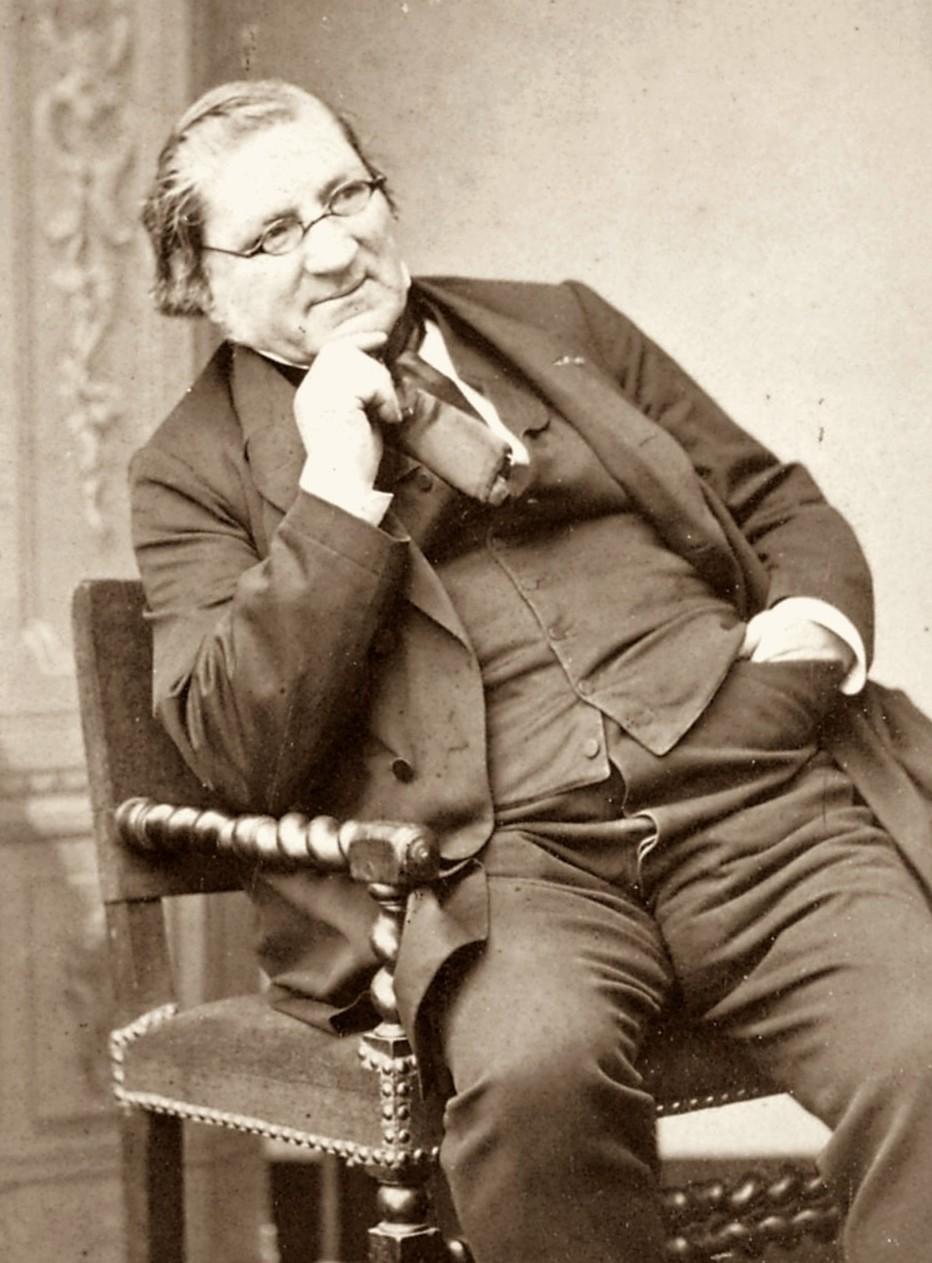
Claudio Gay, fundador del MNHN en 1830.

### Fundación y desarrollo
El museo fue fundado en propiedad el 14 de septiembre de 1830 por el naturalista francés Claudio Gay, quien llegó a Chile el 8 de diciembre de 1828, a bordo del transporte de la marina francesa «Adour», contratado para ser profesor en un colegio que sería fundado por el médico y aventurero Pedro Chapuis, compatriota de Gay, pero la iniciativa fracasó por falta de alumnos. Luego Gay fue contratado por el gobierno de Chile, a través del entonces ministro del Interior Diego Portales, para realizar un completo estudio sobre la geografía y diversidad biológica, de un país que para él era completamente desconocido. Además, el gobierno de la época le encargó «formar un gabinete de Historia natural, que contenga las principales producciones vegetales y minerales del territorio». Claudio Gay viajó por todo el territorio chileno, recolectando material para ser exhibido en el museo, incluyendo objetos prehistóricos. En 1838 el museo comenzó a funcionar en una sala del edificio de la Biblioteca Nacional, ubicado en la calle Catedral, entre Bandera y Morandé, a un costado de la sede santiaguina del Congreso Nacional. Este espacio fue ocupado luego por los Tribunales de Justicia. Ese primer museo contaba con una colección de objetos animales, vegetales, minerales y fósiles que recolectó Gay en sus viajes por Chile. Claudio Gay dejó la dirección del MNHN en manos de Francisco García Huidobro, quien luego fue sucedido por Andrés Antonio de Gorbea y luego por Francisco de Borja Solar.  Estos dos últimos, directores y a la vez decanos de la Facultad de Ciencias Físicas y Matemáticas de la Universidad de San Felipe, luego Universidad de Chile. 
Los primeros años de vida del MNHN son descritos por Grete Mostny como un desarrollo muy ligado al contexto en el que surge el museo, el de la Independencia de Chile, «no era un gabinete de curiosidades como aquellos que habían dado origen a tantos museos europeos; tampoco surgió de las colecciones privadas de un rey o un príncipe. Desde sus principios fue un museo para el pueblo de Chile». El 5 de junio de 1853 la dirección del MNHN recae de forma interina en el francés Filiberto Germain, cargo que ocupa hasta el 20 de octubre de ese año, cuando asume la dirección Rodulfo Amando Philippi. Philippi había visitado el MNHN en 1851 con Ignacio Domeyko y lo encontró pobre. Una vez en la dirección, Philippi se da a la tarea de enriquecer las colecciones del museo, con Germain como subdirector. Philippi logró que se habilitara una nueva sala en el edificio que ocupaba el museo, junto con una sala en la Intendencia que hasta 1866 albergó la colección de objetos de Oceanía que donó José Tomás Urmeneta. 

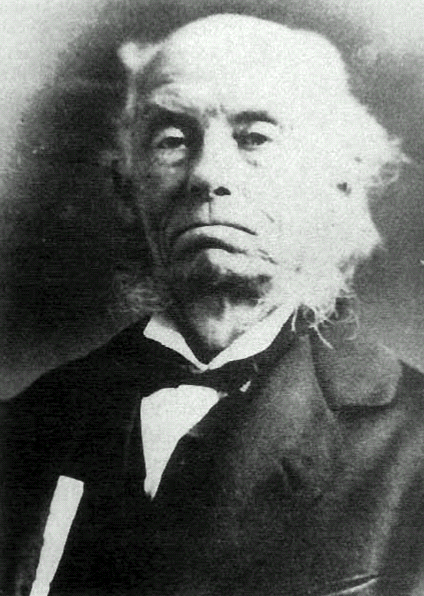
Rodulfo Amando Philippi, director del MNHN entre 1853 y 1897.

Desde el 15 de enero de 1876, el museo se muda al Palacio de la Exposición, edificio ubicado al interior del Parque Quinta Normal. El recinto, diseñado por el arquitecto francés Paul Lathoud, fue creado para albergar la Exposición Internacional de Chile en 1875. La realización de esta exposición fue encargada a la Sociedad Nacional de Agricultura, y en su etapa de organización estaba entre ser montada en el Parque Cousiño o en la Quinta Normal de Agricultura. Fue finalmente este último el lugar donde se decidió realizar la exposición, para la cual se comenzó, en marzo de 1873, la construcción del edificio, que ocupó uno 10 000 m² de extensión entre los 200 000 m² de la Quinta Normal de Agricultura. Cuando se trasladó al edificio de la Quinta Normal, el museo no ocupó todo el inmueble, pues tuvo que compartir el espacio con la Escuela Superior de Agricultura (posteriormente Instituto Agrícola de Chile y luego Facultad de Ciencias Agronómicas de la Universidad de Chile), plantel que utilizaba el ala oeste del edificio. Rodulfo Philippi también fue responsable de la formación del jardín botánico. En 1879 el museo fue convertido en un hospital de sangre para los heridos en la guerra del Pacífico. 
En 1889 comienza a funcionar la primera planta de funcionarios del museo, luego de que el gobierno dictara un reglamento, que asignó una planta definida de trabajadores. Estos tenían que mantener los nacientes departamentos de botánica, zoología y mineralogía, que fueron las primeras áreas de estudio a las que se dedicó el museo. Ya en 1908 la planta del museo estaba formada por un Director, Federico Philippi, cuatro Jefes de Sección (de Zoología, Bernardino Quijada; de Botánica, Carlos Reiche; de Entomología, Filiberto Germain; y de Mineralogía, Miguel Machado), un naturalista auxiliar (Bernardo Gotschlich), un escribiente-bibliotecario (Raúl Arrieta), un preparador taxidermista, un mayordomo y dos porteros. Con el aumento del personal también debía aumentar la productividad, lo cual se vio reflejado en la primera publicación Boletín del Museo Nacional, que aún se sigue editando bajo el nombre «Boletín del Museo Nacional de Historia Natural de Chile».

### SigloXX

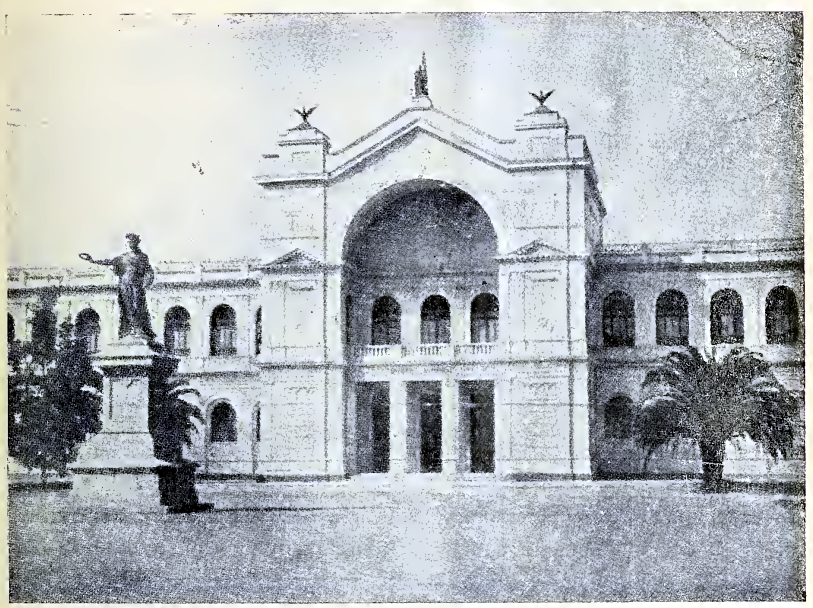
Ilustración del aspecto del Museo en la década de 1900.

El terremoto de 16 de agosto de 1906 dejó al museo gravemente dañado, dejando destruidos los costados norte y sur del edificio y, consecuentemente, las colecciones que estaban albergadas en esos sectores. Al día siguiente, el entonces director del museo, Federico Philippi, se encontraba junto a otros colaboradores, rescatando lo que se podía de los escombros. Posteriormente se envió un informe al ministerio de Educación y se ordenó la demolición de los lugares peligrosos. Esto dio inicio a un trabajo de restauración que se prolongó por dos años, hasta enero de 1908, a tiempo para que el museo fuera la sede de un congreso científico. Federico Philippi falleció el 16 de enero de 1910. El 7 de abril de ese año, la dirección del museo recayó en el médico Eduardo Moore Bravo, bajo cuyo mandato se crearon tres nuevas secciones en el museo: Antropología, Botánica criptogámica y Aracnología e insectos dañinos. Además Moore promovió la creación de una Estación Zoológica Marítima y del Museo de Oceanografía en San Antonio. Para esto se obtuvo una cesión de terreno en el puerto de San Antonio, sin embargo estos proyectos no se materializarían por falta de fondos. Asimismo se compraron la biblioteca y colecciones de los Philippi, y se editó la última entrega de los Anales del Museo Nacional de Chile, que sería suspendido por no contar con los recursos necesarios para su continuidad. Por otro lado, Eduardo Moore solicitó el desalojo del Instituto Agrícola, que funcionaba en el edificio del museo, dado que las colecciones en crecimiento demandaban cada vez más espacio, pero su petición fue rechazada. Asimismo tampoco logró que en el MNHN se instalara luz eléctrica en las salas de exhibición, considerando que, a 1910, la mayoría de los edificios públicos chilenos contaban con ese servicio. Solamente en los años 60, siendo director del museo Humberto Fuenzalida, se obtendrían fondos y se habilitaría la iluminación de esas salas. Moore tampoco tuvo éxito en solicitar la devolución del Jardín Botánico de la Quinta Normal, que había sido transferido al Ministerio de Obras Públicas. A esto hay que sumar los frustrados intentos de contratar a Max Uhle en 1912, y Tomás Guevara en 1914, para liderar la sección de Antropología. Sí fue posible contratar a Leotardo Matus en 1915, quien ordenó e inventarió la colección antropológica, con lo que las colecciones de pueblos originarios formaron oficialmente parte del MNHN.

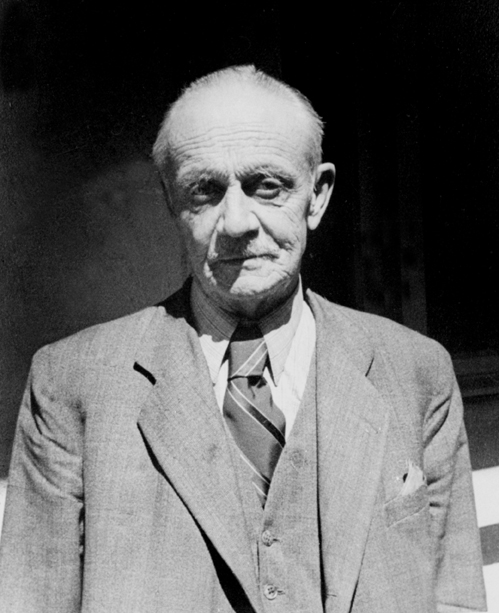
Ricardo Latcham, Director del MNHN entre 1927 y 1943.

La década de 1920 fue muy difícil para el museo, que enfrentó serios problemas económicos. Esto llevó a recortes que ocasionaron despidos de personal y reducciones salariales de los investigadores. Por ejemplo, los Jefes de las secciones de Paleontología y Botánica criptogámica debieron ser degradados a ayudantes. Además, el tomo XI del boletín del museo fue el último que se editó en diez años, pues se suprimió el financiamiento de las publicaciones. Esta crisis culminó el 14 de abril de 1927, cuando Santiago sufrió un fuerte terremoto que afectó nuevamente las dependencias del museo. Estas sólo pudieron ser reparadas un año después bajo la dirección de Ricardo Latcham. Eduardo Moore ya había abandonado la dirección del museo, presumiblemente a partir de una renuncia por la falta de financiamiento que afectaba al MNHN. En abril de 1928, con Latcham al frente del MNHN, comenzó una profunda labor de renovación del museo. Para eso, el director consiguió dineros del ministerio de Educación, dirigido en ese momento por Eduardo Barrios. Se donaron $ 200 000 pesos de la época, recursos que sirvieron para reconstruir el edificio y poner en marcha nuevamente al museo. Dentro de sus aportes está el haber gestionado una nueva planta de trabajadores, que permitió tener mejores salarios y contar con más investigadores. También se renovaron las colecciones y se retomaron las publicaciones del museo, que estaban suspendidas. El museo creció con nuevas plantas para oficina de la dirección, la biblioteca y la sala de taxidermia. Se transformó el pórtico central para dejarlo en su estado actual. Las obras de refacción del edificio se llevaron a cabo hasta 1931, a cargo del arquitecto Josué Smith Solar, con la terminación de la fachada del edificio, el vestíbulo, el Salón Central y ocho salas de exhibición, sin que se dieran por concluidas completamente. Esto recién ocurrió en 1968, cuando Grete Mostny era directora de la institución. Igualmente se logró, en 1938, concluir la reconstrucción de las alas oriente y suroriente.

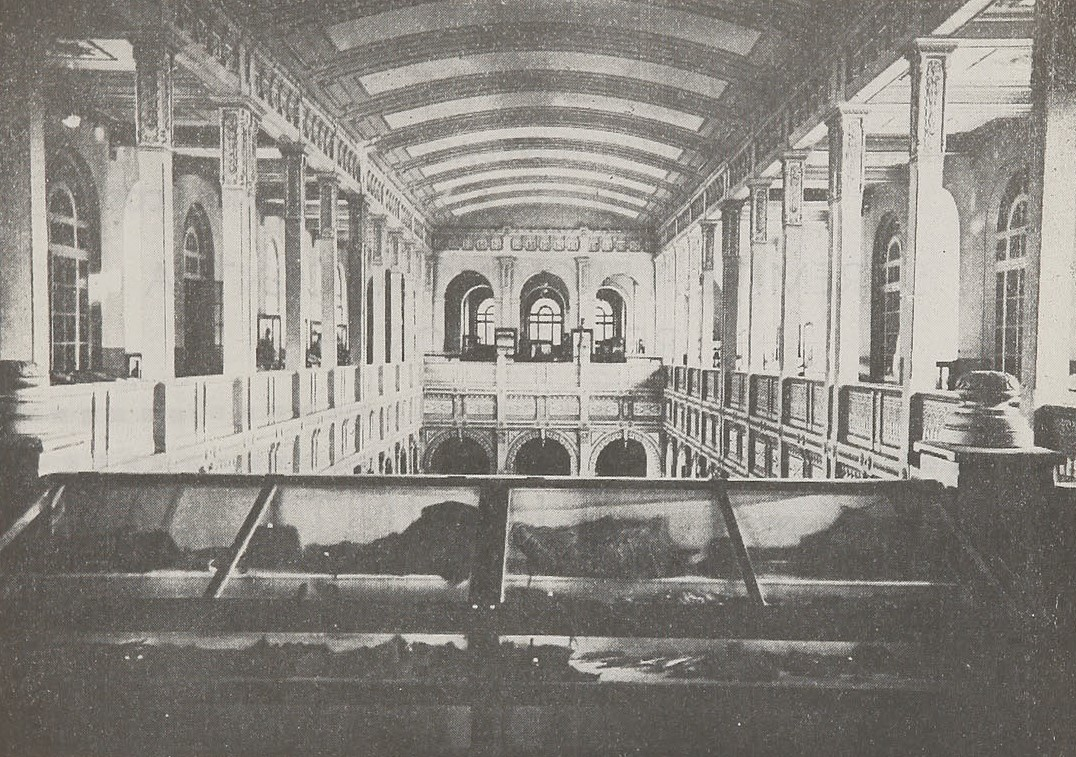
Vista del segundo piso del museo (marzo de 1934).

En 1929, se dicta una nueva ley con la creación de la Dirección General de Bibliotecas, Archivos y Museos, la cual albergaría todas las instituciones de este tipo que estuvieran en el país, frente a lo cual el museo debía formar parte de esta dirección que hasta 2018 se conoció como DIBAM y que en la actualidad es el Servicio Nacional del Patrimonio Cultural. Desde este momento, el museo pasa a tener la denominación que tiene actualmente: Museo Nacional de Historia Natural. Antes fue conocido como Gabinete de Historia Natural y Museo Nacional de Chile, y dependió de instituciones como la Universidad de San Felipe, la Facultad de Ciencias Físicas de la Universidad de Chile, el Ministerio de Justicia e Instrucción Pública y la Dirección General de Enseñanza Artística del Ministerio de Educación. El 15 de septiembre de ese mismo año, se inauguró un nuevo pabellón en el museo para la biblioteca Abate Juan Ignacio Molina, bautizada así para conmemorar un siglo del fallecimiento de Molina.
Ricardo Latcham falleció en 1943, y fue sucedido en el cargo, como Jefe de Sección más antiguo, por Enrique Ernesto Gigoux, quien mantuvo el ritmo de trabajo y crecimiento del museo. Gigoux jubiló en 1948, dando paso a Humberto Fuenzalida Villegas como director del museo. Bajo el mandato de Fuenzalida se creó la sección de Hidrobiología y se remodeló el Salón Central con nuevos cuadros biológicos y nuevas exhibiciones. En tanto, las publicaciones del museo tuvieron un considerable impulso, puesto que se habilitó una pequeña imprenta en el museo. En 1956 se creó el Noticiario Mensual Archivado el 11 de octubre de 2014 en Wayback Machine. del museo, cuya dirección quedó a cargo de Grete Mostny, mientras que en 1963 se crearon las Publicaciones Ocasionales. En 1963, Humberto Fuenzalida renuncia a la dirección del museo para asumir la dirección de la Escuela de Geología de la Universidad de Chile. Sin embargo sigue trabajando ad honorem en la sección de Geología del museo mientras su salud lo permitió, esto es, hasta 1966.

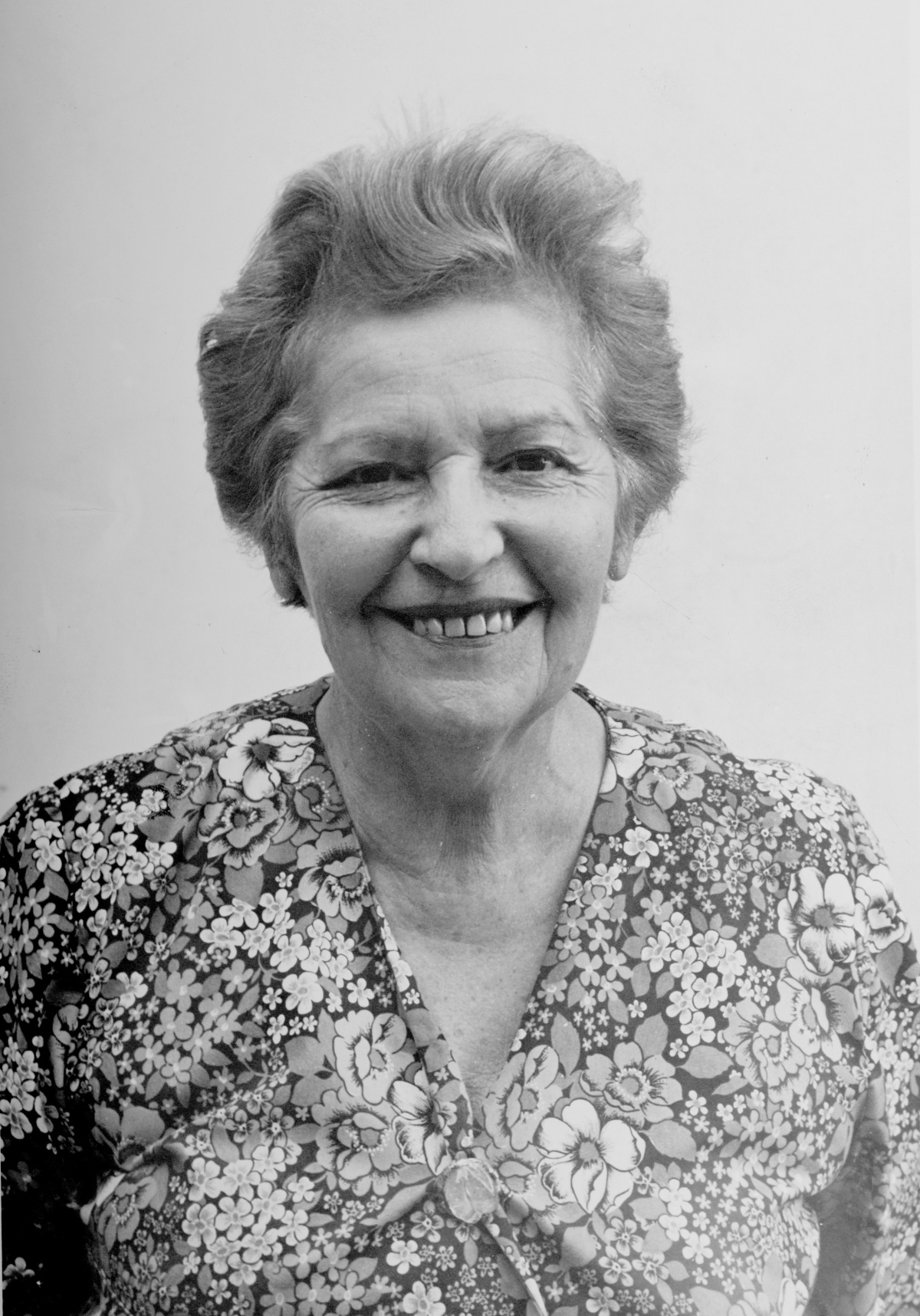
Grete Mostny, la primera mujer que ejerció como directora del museo, entre 1964 y 1982.

A raíz de la renuncia de Humberto Fuenzalida a su cargo de director del MNHN, éste recayó en Grete Mostny Glaser, entonces la Jefa de Sección con mayor antigüedad en la institución. Con el nombramiento de la doctora Mostny como cabeza del museo comenzó un nuevo período de avances y crecimiento para el MNHN, tal como ocurrió con la gestión de Ricardo Latcham. Los primeros progresos se dieron en 1965, cuando el entonces ministro de Educación, Juan Gómez Millas, procuró financiamiento para que fuera posible terminar la reconstrucción de las alas poniente y surponiente del edificio del museo, zonas que aún presentaban daños producidos por el terremoto de 1927. En esta etapa, el espacio interior del museo fue subdividido en cuatro niveles, dos de los cuales fueron destinados a las exhibiciones, y los restantes se utilizaron como oficinas, gabinetes de trabajo, depósitos de colecciones y renovados laboratorios. Tras 39 años del terremoto, en 1968, se pudo dar por concluida la renovación del MNHN.
En 1967 se produce un importante hito en la historia del Museo Nacional de Historia Natural: se crean las Juventudes Científicas de Chile. Atendiendo los intereses de estudiantes con inquietudes científicas y con deseos de profundizar las enseñanzas en ciencia, más allá del ámbito escolar, se crea una organización que acoja a los jóvenes talentos de la ciencia, y así satisfacer sus inquietudes. En 1968, en tanto, se crea el Centro Nacional de Museología, el primero de su especie a nivel mundial, destinado a formar personal técnico y paracientífico, especializado en museos. La dirección de este centro (que contaba con el auspicio de ICOM) estaba a cargo del director del MNHN; en este caso, fue Grete Mostny, quien estuvo al frente del Centro Nacional de Museología hasta su cierre, en 1976. En el año 1969 476.000 personas visitaron el museo.
En 1970, luego de tres años de funcionamiento de las Juventudes Científicas, se realiza por primera vez uno de los eventos emblemáticos del MNHN, la Feria Científica Nacional Juvenil, que con los años se ha transformado en la instancia de este tipo más antigua en Latinoamérica. La primera feria se llevó a cabo entre el 3 y el 18 de octubre de 1970 en el edificio del museo y en ella participaron 57 proyectos, que fueron expuestos por los participantes. 

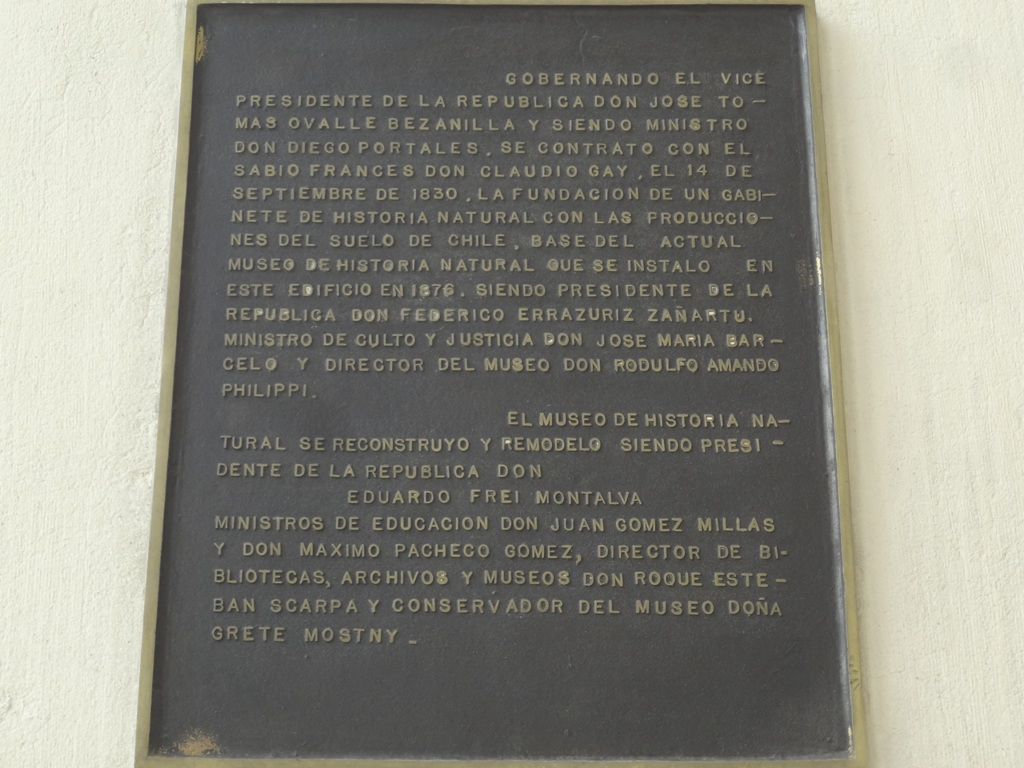
Placa de 1968 que conmemora la finalización de los trabajos de reparación y refacción del MNHN, iniciados por Ricardo Latcham, tras el terremoto de abril de 1927.

En vistas al sesquincentenario del MNHN (que ocurriría en 1980), en 1977 se inicia la renovación del primer piso del edificio. Dos años después, en 1979, el Ministerio de Educación entregó importantes fondos para emprender el proyecto de remodelación del museo, proyecto que contempló la habilitación de 16 salas de exhibición, que constituyen la muestra permanente Chile Biogeográfico, llamada originalmente Visión Biogeográfica de Chile. Asimismo, se inauguraron nuevas oficinas y laboratorios en el segundo nivel del edificio, y se despejó el Salón Central, ubicando al sur del mismo el esqueleto de ballena, «Greta», ubicación que mantiene actualmente.
Para su aniversario 150, celebrado el 14 de septiembre de 1980, la Casa de Moneda de Chile acuñó tres medallas conmemorativas, mientras que Correos de Chile lanzó una estampilla doble con la efigie de Claudio Gay y la Polla Chilena de Beneficencia incluyó escenas del museo en sus vigésimos de boletos. La remodelación del museo continuó durante 1980 y en diciembre de 1981 los espacios renovados fueron inaugurados por el entonces jefe de Estado, Augusto Pinochet.
En 1982, Grete Mostny jubiló. La dirección del museo fue asumida el 16 de abril de ese año por Hans Niemeyer Fernández. Niemeyer continuó la labor de renovación de Grete Mostny, y estuvo al frente del museo hasta 1990, cuando asume Luis Capurro Soto, quien hizo que la enseñanza sobre del medioambiente fuera un tema principal en el trabajo del Área de Educación del MNHN. Bajo la tutela de Capurro, el 28 de febrero de 1991, el edificio del Museo Nacional de Historia Natural es declarado Monumento Histórico. Luis Capurro ejerció la dirección del museo hasta 1995, en enero de 1996 fue Alberto Carvacho Bravo quien se transformó en director, cargo que ejerció hasta julio de 1999. Como sucesora de Carvacho fue nominada en agosto de 1999 María Eliana Ramírez Casali, segunda mujer a cargo del museo, tras Grete Mostny. Durante la gestión de Ramírez, se crearon nuevas salas de exposición permanente en el tercer nivel del edificio del museo.
María Eliana Ramírez fue directora del MNHN hasta enero de 2007, cediendo el cargo al antropólogo Claudio Gómez Papic, quien ejerció la dirección hasta agosto de 2019.

### SigloXXI
El 27 de febrero de 2010, un fuerte terremoto afectó al centro-sur de Chile. El movimiento telúrico dañó los muros principales del museo, por lo que fue cerrado al público hasta que fue reabierto, el 18 de mayo de 2012, en el marco del Día Internacional de los Museos. A causa de esto, se decidió realizar una mejora general de las instalaciones, que deberían estar finalizadas en 2018.

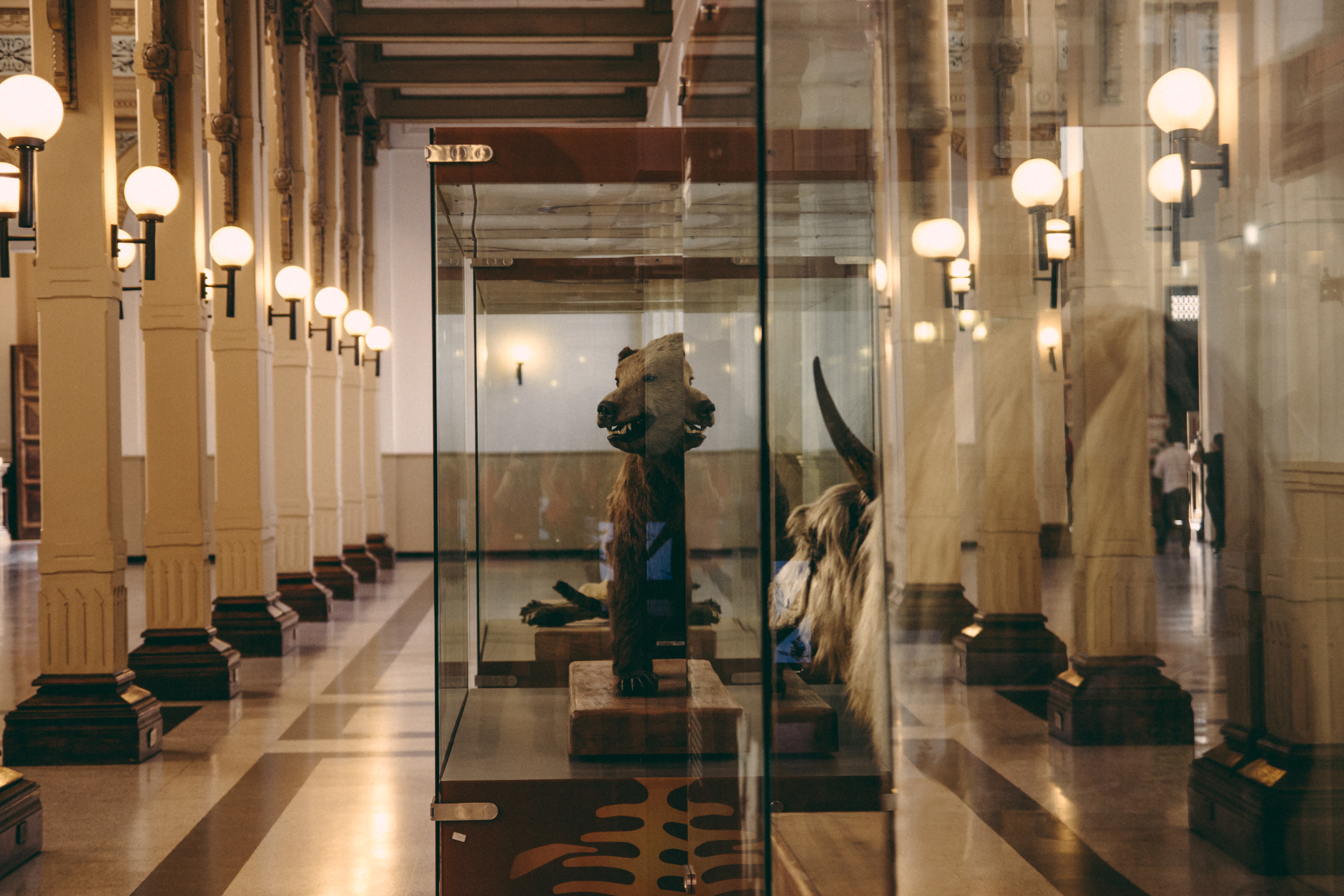
Interior del MNHN.

En la reapertura del museo también se reinauguró la exposición Chile Biogeográfico, espacio totalmente renovado luego del terremoto y que constituye a la primera etapa de actualización del museo y corresponde a un recorrido por el patrimonio natural y cultural de Chile. La exposición está constituida por nueve salas: El Origen, Zona Desértica, Zona Subdesértica, Zona Mediterránea, Zona de Transición Zona Templada, Zona Austral, Antártica Chilena, y El Mar Chileno y sus Islas; que incluyen diversas vitrinas y dioramas. Además la muestra cuenta con dos estaciones de trabajo donde los visitantes pueden ver parte del trabajo que realizan los profesionales del museo. El recorrido cuenta también con infografías en español e inglés, zonas de descarga Wi-fi, aplicaciones para aparatos móviles donde se puede encontrar y descargar información visual y de audio gratuitas.

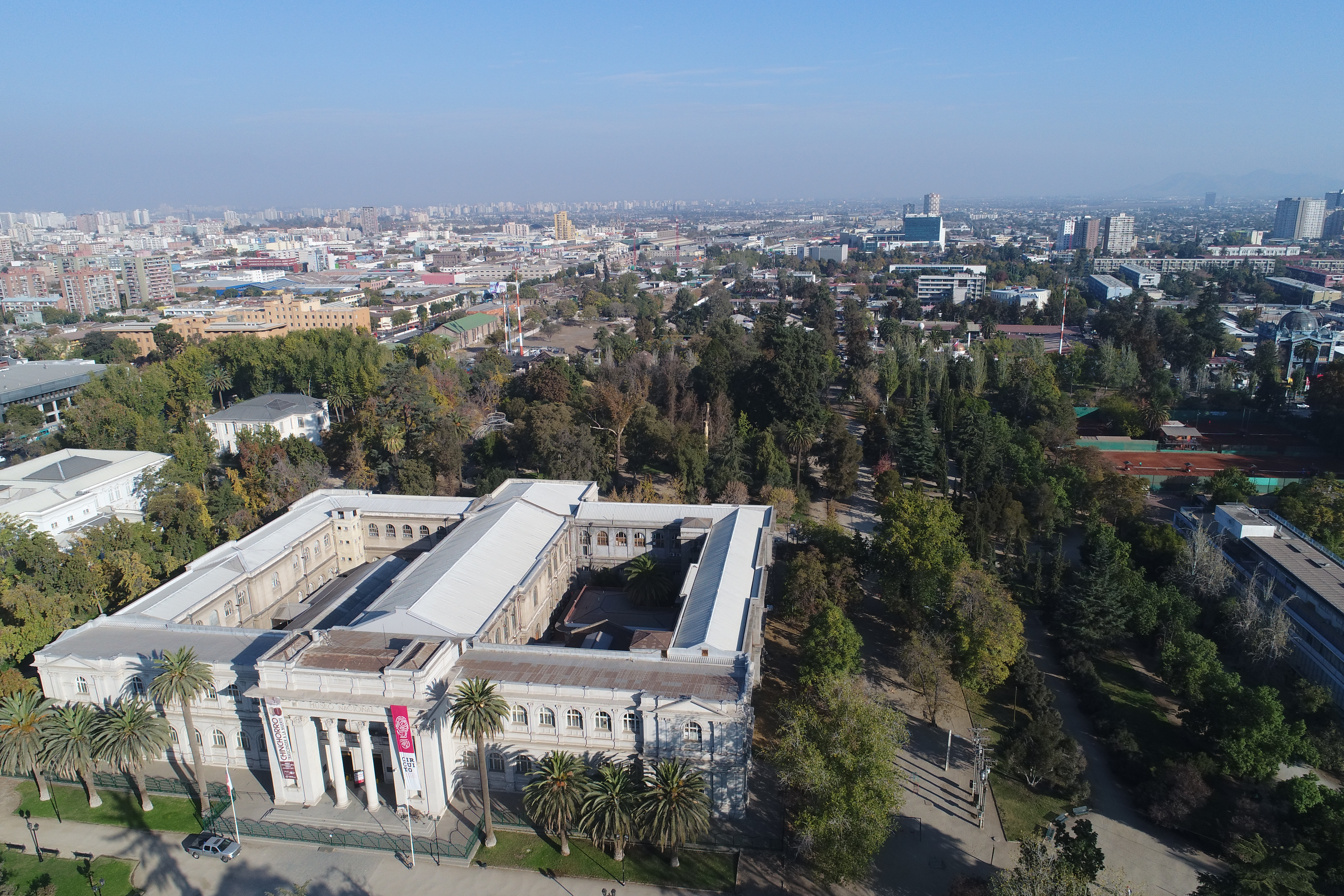
Vista aérea del MNHN y del sector sur del Parque Quinta Normal.

El 1 de septiembre de 2016 se produce un importante hito en la historia del MNHN, pues se firma un comodato por 50 años con el Ministerio de Vivienda y Urbanismo, para que el museo cuente con un Depósito Externo de Colecciones. La habilitación de un recinto de estas características ya estaba contemplado en el plan de desarrollo de la institución. Estas instalaciones se encuentran en lo que fue el ex aeródromo de Los Cerrillos, y se sumarán al edificio histórico ubicado en el Parque Quinta Normal, que será restaurado y destinado exclusivamente para exposiciones.
Desde el 1 de marzo de 2018, el MNHN deja de depender de la Dirección de Bibliotecas Archivos y Museos (Dibam) y pasa a estar bajo el Servicio Nacional del Patrimonio Cultural, entidad que reemplaza a la Dibam, en el marco de la puesta en marcha del nuevo Ministerio de las Culturas, las Artes y el Patrimonio. Por esta misma razón también se deja de depender del Ministerio de Educación. Desde agosto de 2019 el MNHN cambia de director, puesto que Claudio Gómez deja el cargo para asumir la dirección del McClung Museum of Natural History and Culture, de Knoxville, Tennessee. Desde septiembre de 2019 y hasta septiembre de 2020, María Isabel Orellana, directora del Museo de la Educación Gabriela Mistral, asume la conducción del MNHN en calidad de suplente, transformándose en la tercera mujer en ocupar el cargo, luego de Grete Mostny y María Eliana Ramírez. A partir de octubre de 2020, el arqueólogo y doctor en Antropología Biológica, Mario Castro asume como director del museo, tras ser elegido mediante concurso público.

## Directores
Desde su fundación por Claudio Gay, el museo ha sido dirigido por:
- Francisco García Huidobro[21]
- Andrés Antonio de Gorbea
- Francisco de Borja Solar
- Filiberto Germain [Philibert Germain]
- Rodulfo Amando Philippi [Rudolf Amandus Philippi] (1853-1897)
- Federico Philippi (1897-1910)
- Eduardo Moore (1910-1927)
- Ricardo Latcham (1927-1943)
- Enrique Gigoux (1943-1948)
- Humberto Fuenzalida (1948-1964)
- Grete Mostny (1964-1982)
- Hans Niemeyer (1982-1990)
- Luis Capurro (1990-1995)
- Alberto Carvacho (1996-1999)
- María Eliana Ramírez (1999-2007)
- Claudio Gómez Papic (2007-2019)
- María Isabel Orellana (2019-2020)
- Mario Castro (2020-)

## Exposiciones vigentes

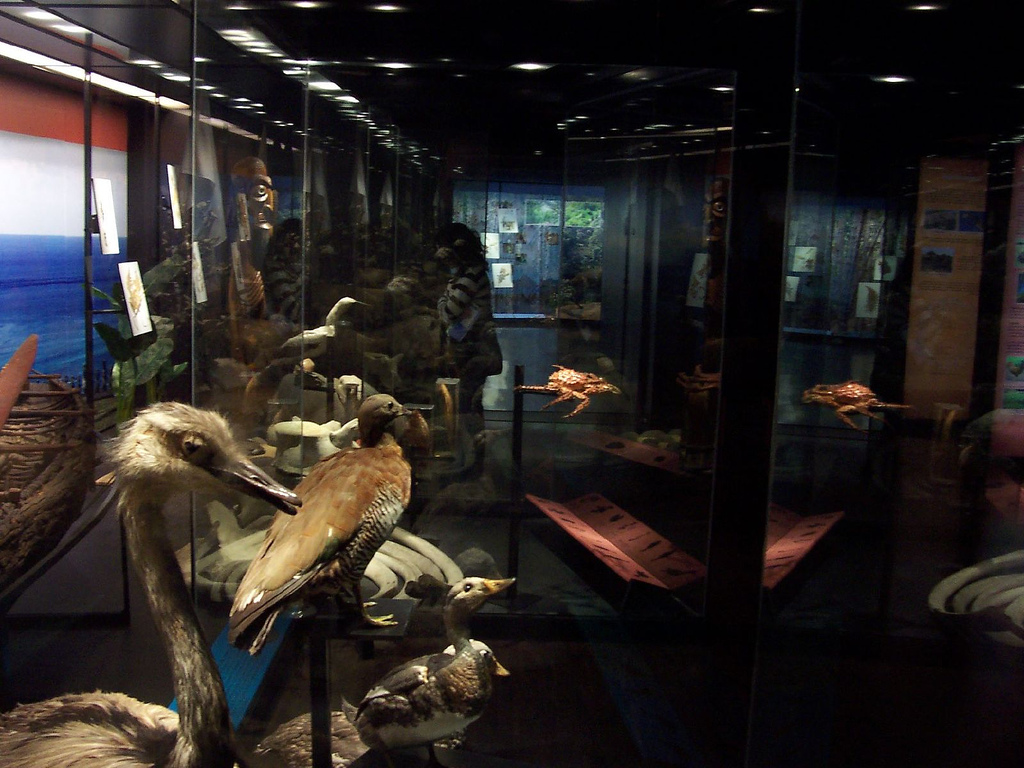
Parte de la colección del museo.

Actualmente, luego del terremoto de febrero del 2010 y la posterior reapertura, en 2012, el museo solamente cuenta con la exposición Chile Biogeográfico. Esta muestra, junto con los animales de la Megafauna presentes en el Salón Central del edificio, es la única exhibición permanente que se encuentra habilitada para ser visitada por el público. La muestra consiste en un recorrido por la geografía de Chile. Ocupa el circuito más extenso del primer piso del museo. Esta exposición, inaugurada en 1982 y completamente remodelada en 2012, muestra diferentes ambientes biogeográficos de Chile a través de didácticos dioramas. 

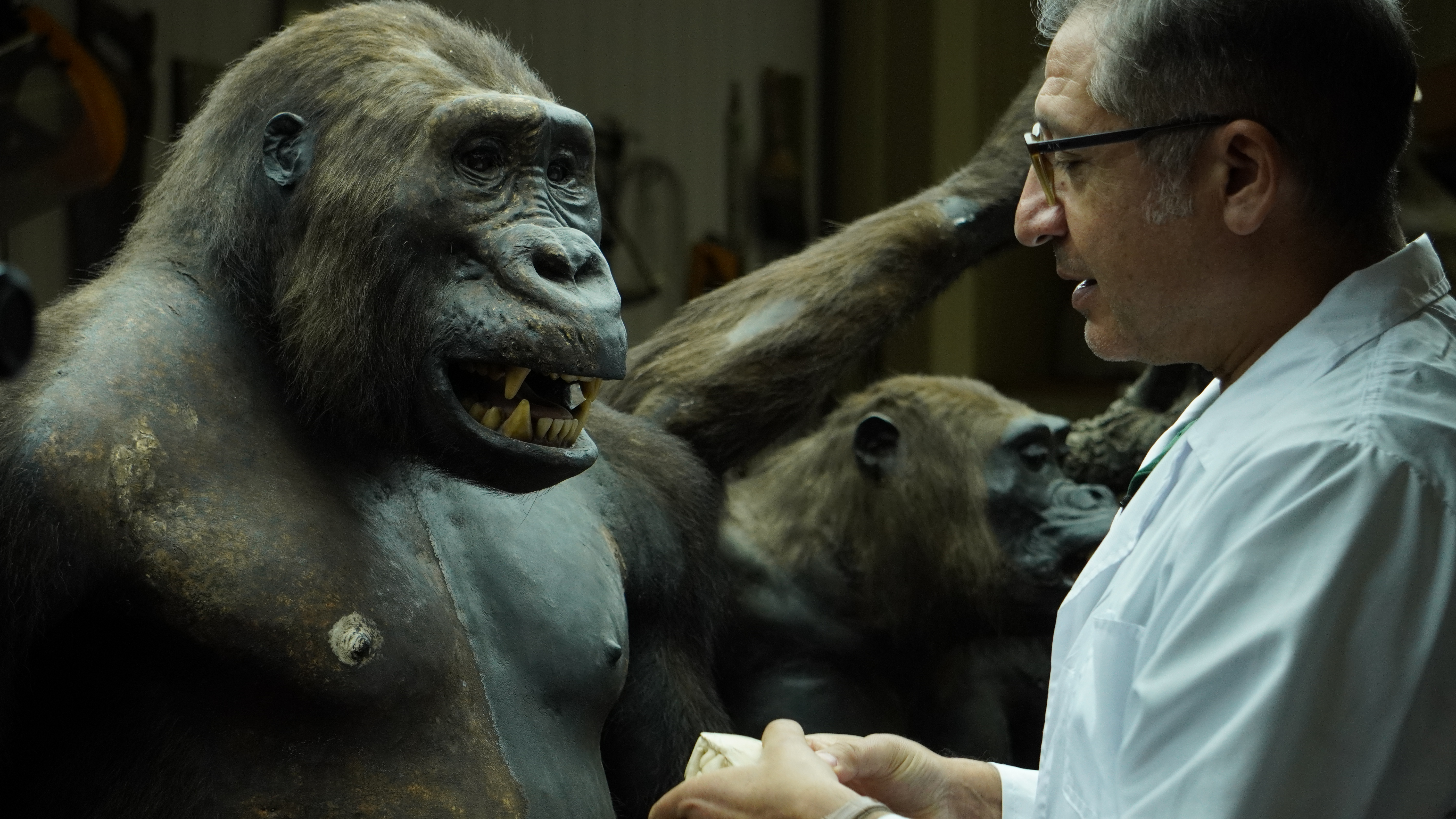
Taller de taxidermia del Museo.

Además de la mencionada Chile Biogeográfico, el museo realiza exposiciones en su Salón Central, que varían dentro del año, y que cubren diversos temas, según las competencias de las Áreas Curatoriales de la institución. De esta manera se han montado exposiciones tales como «Panubis, del Antiguo Egipto a la eternidad» (2009-2010), «Grandes extinciones» (2011, montada en la estación de Metro Quinta Normal, debido a la clausura del edificio del MNHN, por los daños ocasionados por el terremoto de febrero de 2010), «Cuando Santiago era Mapocho» (2013), «Gonfoterios, del imaginario a la ciencia» (2013), «El pequeño mundo de las plantas briófitas» (2014), «Margot Loyola, un poco campesina, un poco maestra, un poco cantora» (2014), «Hongos, un Reino por descubrir» (2015), «Cetáceos, de la tierra al mar» (2016), «Lagartijas y coleópteros, reflejos del cambio» (2017),  «Transición dinosaurio/ave» (2017), «Dinosaurios más allá de la extinción» (2017-2018), «Chinchorro, trascender a la muerte» (2018-2019), «Humedales, refugios de vida en peligro» (2019-2020), «Cetáceos, permanecer a través del cambio» (2022), «Taxidermia, arte, ciencia, paciencia» (2022), «Ciencia y Arte: El papel de los Dinosaurios» (2022) y «100 Años de Admiración por los Insectos» (2023). Estas muestras también son itinerantes a otras ciudades de Chile. A esto se suman exposiciones bidimensionales que se ubican en distintos lugares del museo, y en otros espacios fuera del MNHN.

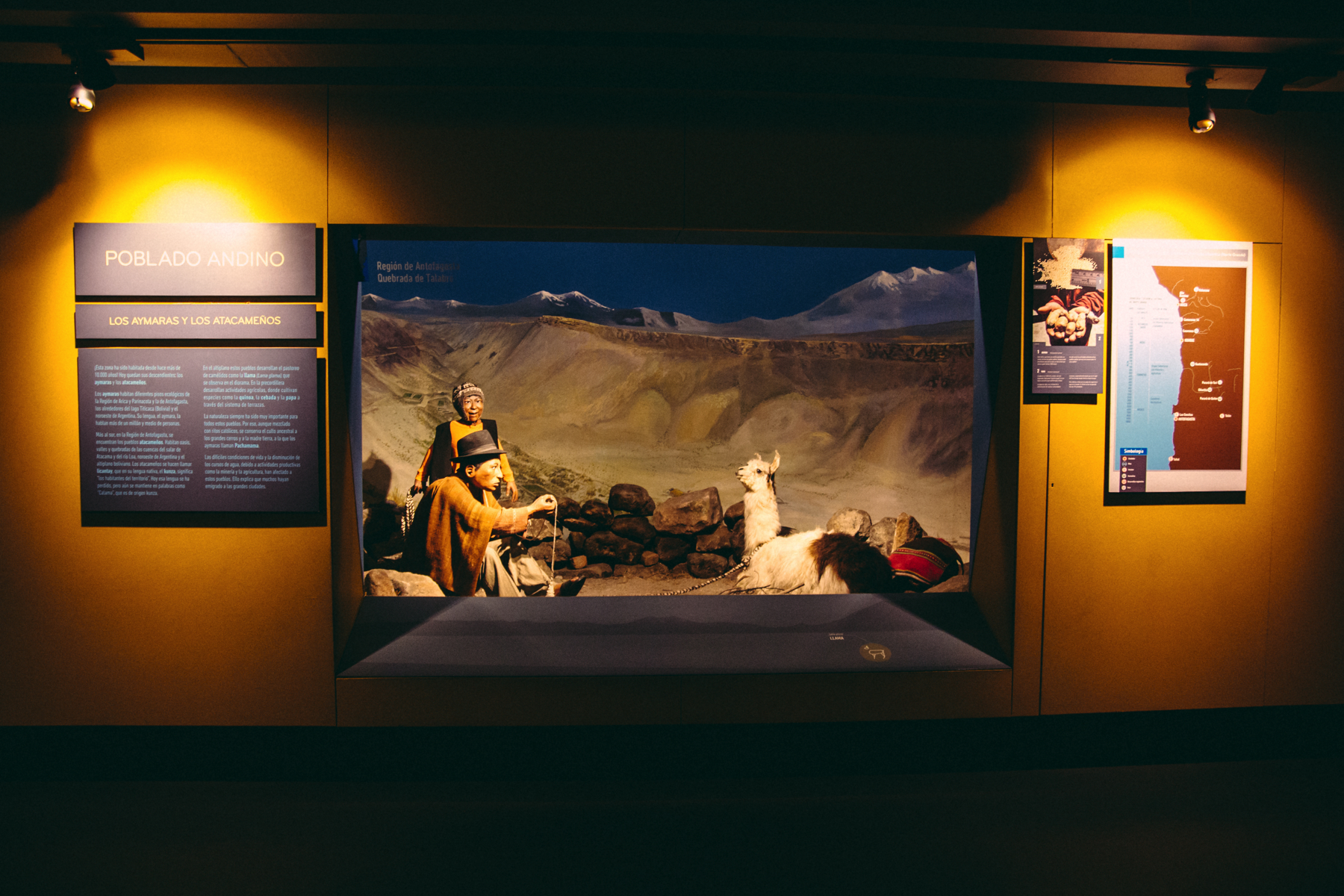
Exposición Chile Biogeográfico.

## Áreas curatoriales

### Antropología
Este departamento tiene como funciones conservar, investigar y difundir el patrimonio arqueológico, bioantropológico y etnográfico de Chile, lo que se ha manifestado en generación de importantes colecciones patrimoniales que se resguardan en sus depósitos.
Entre algunas investigaciones realizadas se pueden destacar las referidas a la expansión del Tawantinsuyu en Chile, con énfasis en los estudios del Niño del cerro El Plomo y del Camino del Inca. En el ámbito de la arqueología histórica se han investigado las ocupaciones loberas del siglo XIX en las islas Shetland del Sur.

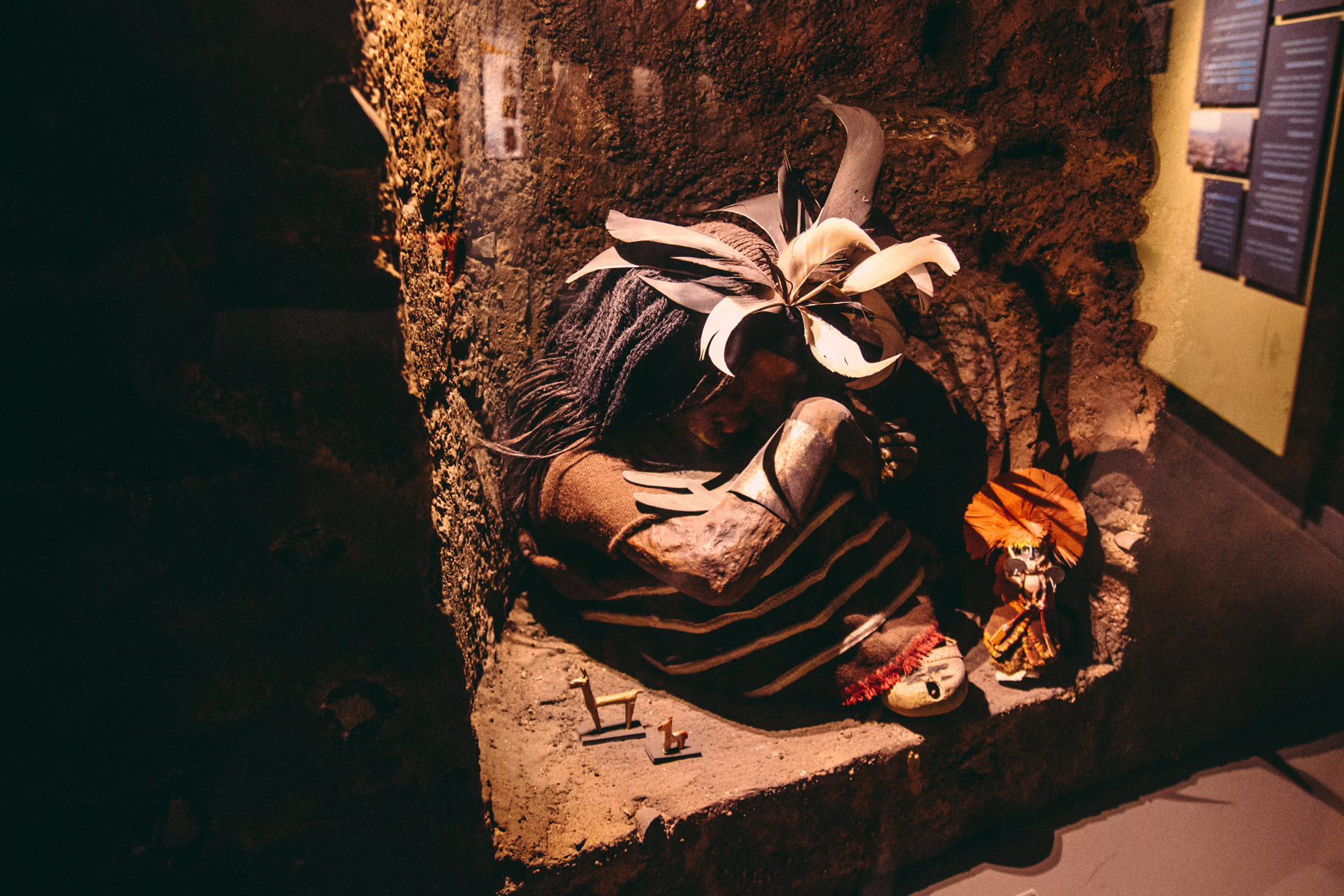
Réplica del Niño del cerro El Plomo con su ajuar funerario

En el área de etnografía los trabajos han estado abocados a aspectos relacionados con lo museal como es la conservación preventiva de las colecciones, formadas por objetos patrimoniales pertenecientes a pueblos originarios vigentes y a etnias recientemente extinguidas. Entre las principales colecciones etnográficas se encuentran las referidas a los pueblos mapuche y rapanui así como las de los ya extintos selknam, yámana, kawésqar y aónikenk. Asimismo existen en esta área colecciones conformadas por objetos de pueblos de Oceanía, principalmente Nueva Guinea, así como también de África.

### Botánica
La sección fue creada en 1889 por Rodulfo Amando Philippi, quien apenas creada, la dejó a cargo de su hijo Federico. En el Herbario Nacional de Chile (cuya sigla internacional de SGO), del Museo Nacional de Historia Natural están representados todos los grupos de vegetales de Chile y también existen colecciones de plantas del extranjero.
El punto de partida del Herbario del museo se remonta al año 1830, cuando llega a Chile el naturalista francés Claudio Gay y crea el museo. En ese momento se inicia también el estudio sistemático y organizado de los recursos naturales en el país. La colección más antigua conservada en el herbario corresponde a la realizada por Carlo José Bertero entre 1828 y 1830, y está formada por 443 ejemplares. Esta colección sentó las bases del herbario, el cual posteriormente también contó con más de 32 mil ejemplares, de los cuales el grueso provienen de los cerca de 30 mil recolectados por Rodulfo Philippi entre 1851 y 1889. La recolección de tipos hecha por Rodulto Philippi, su hijo Federico Philippi y otros colaboradores como Carlos Reiche, constituye la de mayor envergadura al Herbario Nacional hasta la actualidad. 
Del material botánico recolectado por Claudio Gay, más o menos 1 500 ejemplares, con sus etiquetas manuscritas, se encuentran en el herbario del museo y constituyen isotipos de las especies nuevas para la ciencia que Gay y sus colaboradores describieron para la flora de Chile (3 467 especies). 
Con la labor científica que R.A. Philippi y su hijo Federico desarrollaron en forma conjunta y con el impulso de ellos al estudio de las plantas, aumentaron en 3.730 las especies de plantas para Chile. De estas especies nuevas el museo conserva el 90% de sus ejemplares tipo, es decir el ejemplar usado para la descripción original. Estos ejemplares tipo fueron sistematizados desde la década de 1940, dado que en esa época, buena parte del material con el que contaba el Herbario no estaba ordenado según normas internacionales. La labor la realizó el ingeniero agrónomo Carlos Muñoz Pizarro, quien entre 1942 y 1946 revisó 68 244 ejemplares, los que fueron etiquetados y comparados con descripciones originales.
De este modo, en diciembre de 2004, la colección contaba un total de 151 596 ejemplares:
- Herbario de plantas chilenas: 102 182 ejemplares
- Herbario de plantas exóticas: 49 103 ejemplares
- Fotos y fototipos: 311

Este material científico se ha reunido gracias a la labor de los botánicos que han trabajado en el museo y de quienes actualmente realizan dicha labor. Así también es el resultado de proyectos de diferentes científicos nacionales y extranjeros que han apoyado estudios sobre la flora de Chile y que han depositado sus colecciones en esta institución. En 2009 se digitalizaron los tipos del Herbario, lo que permitió la creación de una base de datos de la colección completa.
Las líneas de investigación científica que se desarrollan en la actualidad están relacionadas con estudios sistemáticos de algas, musgos, hepáticas, plantas vasculares y arqueobotánica. También se realizan proyectos museológicos basados en las colecciones que se conservan, confeccionando catálogos e ingresando la información a bases de datos computacionales, para mantener y conservar las colecciones. La digitalización de la colección de tipos del Herbario del MNHN posee estándares internacionales de calidad.
El Herbario Nacional del Área de Botánica del Museo Nacional de Historia Natural, junto a su Biblioteca especializada, son las fuentes principales de los estudios de la biodiversidad vegetal de Chile.

### Entomología
Desde 1893 el museo cuenta con un Área de Entomología. Desde entonces la colección entomológica del MNHN ha crecido, y el material que alberga la colección ha sirvido como fuente de numerosos estudios entomológicos, que permiten comprender mejor y de manera más amplia la diversidad de insectos de Chile. La colección de insectos se ha valorizado no solamente gracias al aporte de científicos que han trabajado en el museo, sino también gracias a aportes externos. Todas estas colaboraciones han contribuido a incrementar y enriquecer el patrimonio entomológico del país. Entre los colaboradores externos a esta colección, se pueden destacar a los integrantes de la Sociedad Entomológica de Chile, así como a diversos colaboradores individuales, investigadores y aficionados. Asimismo, el Área de Entomología cuenta con su biblioteca propia, que puede ser consultada por los usuarios.
Entre los científicos e investigadores del MNHN que trabajaron en el área y enriqucieron la colección se cuentan Rodulfo Philippi, Federico Philippi, Carlos Silva Figueroa, Carlos E. Porter, Emilio Ureta, Vicente Pérez D'Angelo, Juan Moroni y Ariel Camousseight.
En cuanto a la Colección Nacional de insectos que se encuentra en el museo, ésta se encuentra subdividida y distribuida en 30 órdenes, entre los que se pueden destacar:
- Colección Nacional de Coleoptera: compuesta por más de 73 000 ejemplares, que representan a más de 2200 especies identificadas.
- Colección Nacional de Diptera: compuesta por más de 15 000 ejemplares; incluye la colección de Drosophilidae, donada al museo por el científico chileno Danko Brncic Juricic, Premio Nacional de Ciencias de Chile en 1987.
- Colección Nacional de Hymenoptera: con más de 45 000 ejemplares, destaca por representar de forma completa las abejas y avispas existentes en Chile.
- Colección Nacional de Lepidoptera: compuesta por más de 10 000 ejemplares, representa a grupos de insectos como los Noctuidae y los Geometridae.
- Colección Nacional de Tipos: esta colección agrupa ejemplares primarios y secundarios que han sido de gran utilidad para describir nuevas especies. La colección está compuesta por aproximadamente 6.700 ejemplares y se nutre de aportes de investigadores y colaboradores externos, tanto chilenos como extranjeros.

Además de la Colección Nacional de Insectos, el Área de Entomología del MNHN también alberga colecciones de insectos foráneos. Ese es el caso de la colección de mariposas "Arnaldo Droste". También existe en la institución una colección de más de 23 000 arañas, basada en la armada por la bióloga y aracnóloga Hildegard Zapfe Cavanillas. Esta colección fue adquirida por el museo en 1982.

### Paleontología
El Área de Paleontología tiene como misión recolectar, investigar, conservar y publicar sus estudios sobre los fósiles. En este sentido, en esta Área del museo se halla la mayor colección de fósiles de Chile, junto con otras de valor histórico, como la reunida por Rodulfo Philippi.
Para ello está dividido en tres áreas:
- Invertebrados fósiles
- Vertebrados fólsiles
- Paleobotánica (plantas fósiles)

Dentro de estas áreas ha tenido especial énfasis el estudio de invertebrados fósiles al investigar y clasificar las colecciones existentes del museo, las cuales comprenden más de 7 000 muestras ingresados a su base de datos. Estos estudios y proyectos realizados por investigadores expertos, se dan a conocer a través de publicaciones y revistas especializadas.
En cuanto al desarrollo del Área, ésta se basa en las investigaciones y registros del mesozoico y el neógeno.

### Zoología de invertebrados
Esta área del museo contiene colecciones que abarcan diversos grupos del Reino Animal, desde protistas hasta artrópodos. Dentro de las colecciones destacadas de esta Área se encuentra la de moluscos, recolectada por Rodulfo Philippi y que consta de cerca de 250 000 ejemplares, tanto de Chile como de Europa. Asimismo, la institución cuenta con una colección de crustáceos, de 3 000 piezas de extensión.

### Zoología de vertebrados

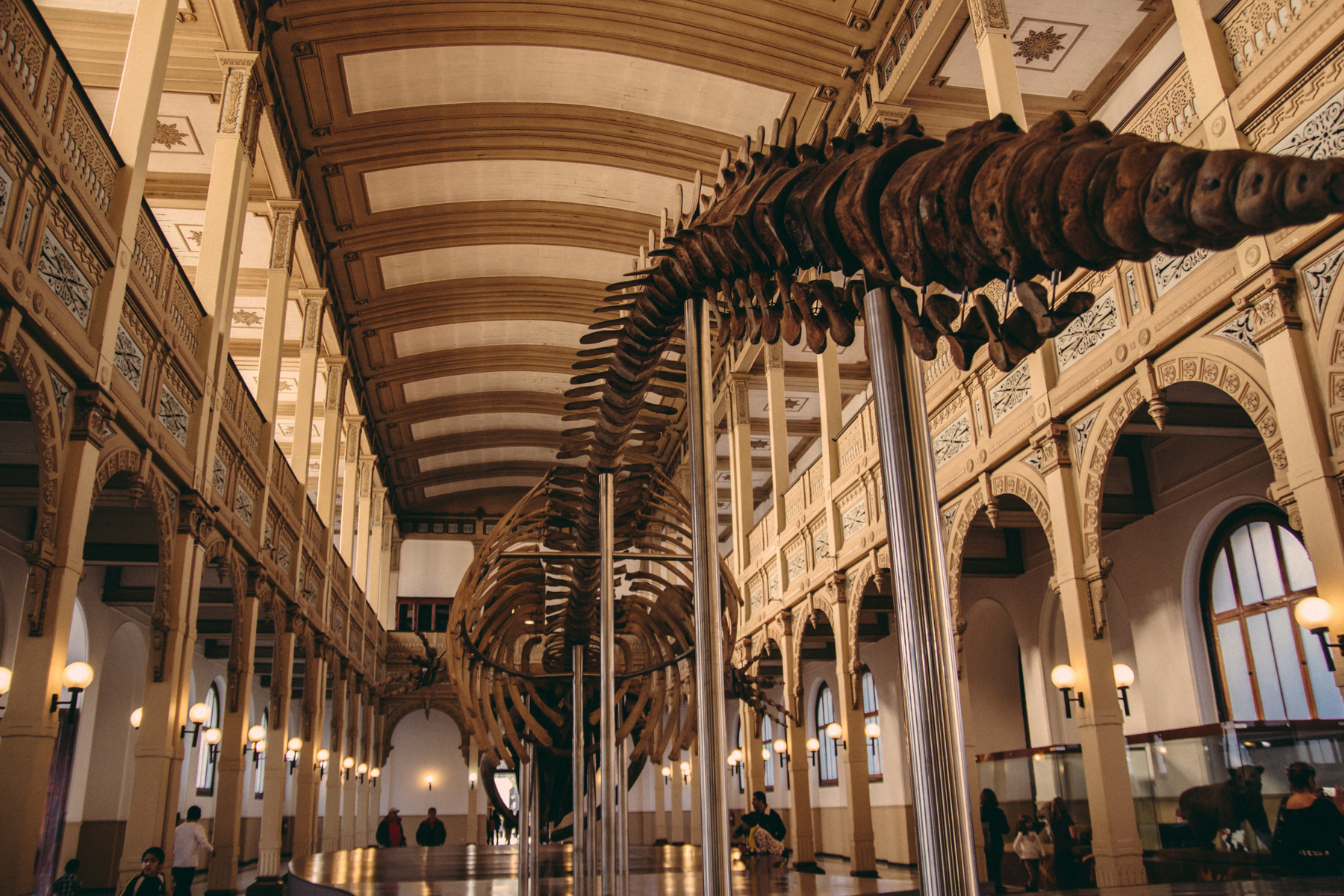
"Greta", la ballena símbolo del MNHN.

Esta área del museo tiene como objetivo el estudio de la biodiversidad chilena. A partir de esto, el trabajo consiste en investigar, describir y explicar a los diversos animales vertebrados en todas sus dimensiones, compensando el análisis de su estructura y sus funciones. Los investigadores que se desempeñan en esta Área Curatorial cumplen a la vez el rol de custodios de las colecciones existentes en la institución.
Dentro de las colecciones relevantes del Área se encuentra la de mamíferos, con 2 000 especies. De esta colección surgen los ejemplares de gran tamaño que se exhiben en el Salón Central del museo. También destacan las colecciones de aves (5 000 ejemplares, una de las más completas de Chile) y de herpetozoos (3 000 ejemplares de anfibios y reptiles).

## Otras áreas del MNHN
Además de sus Áreas Curatoriales, la institución cuenta con otras referidas a su funcionamiento diario; como Educación y Atención de Usuarios, Exhibiciones, Colecciones, Gestión y Administración, y Comunicaciones y Desarrollo Institucional.

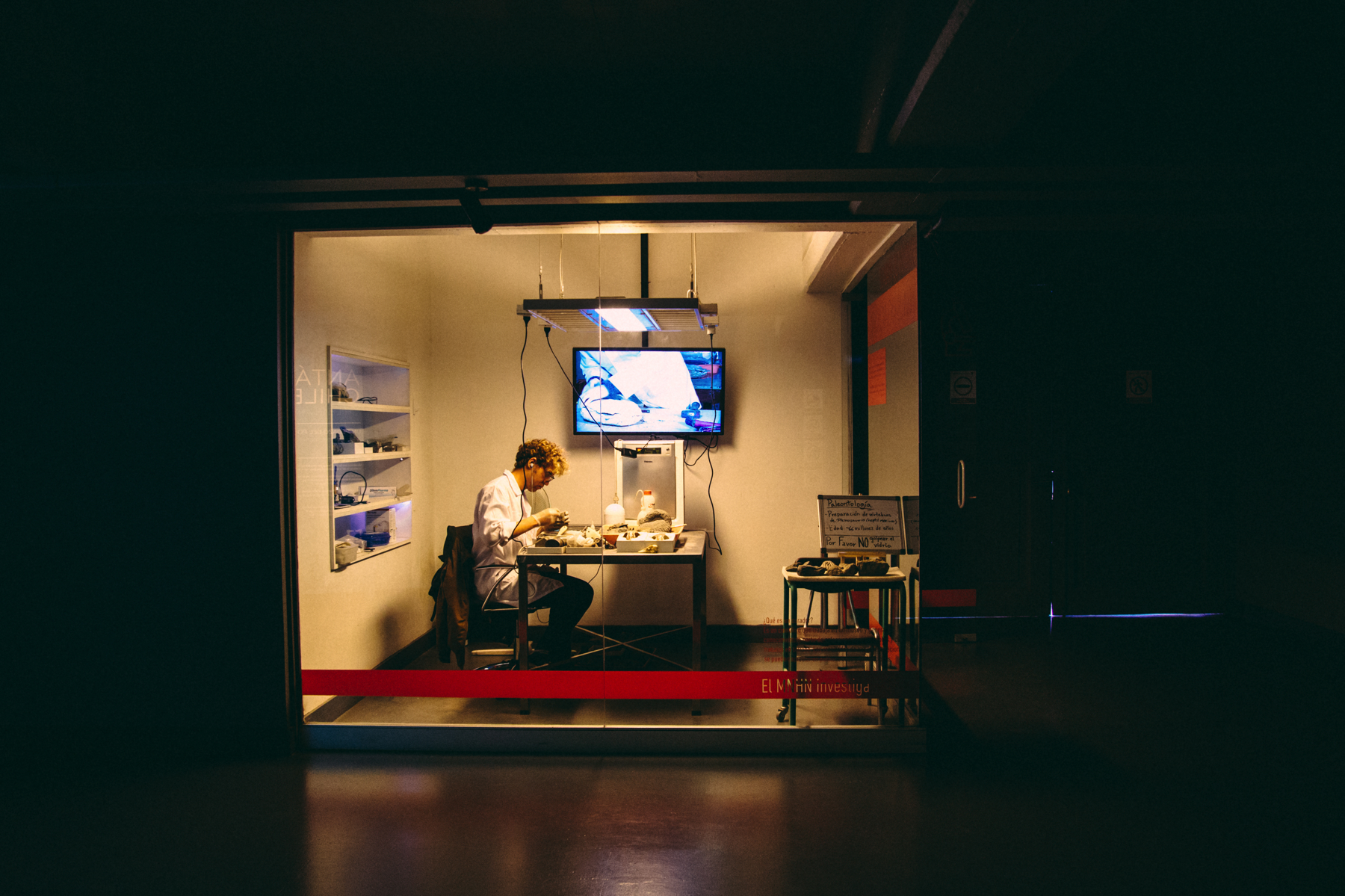
Preparación de vértebras de Plesiosaurio en Estación de Trabajo de la exposición «Chile Biogeográfico».